# Hadith

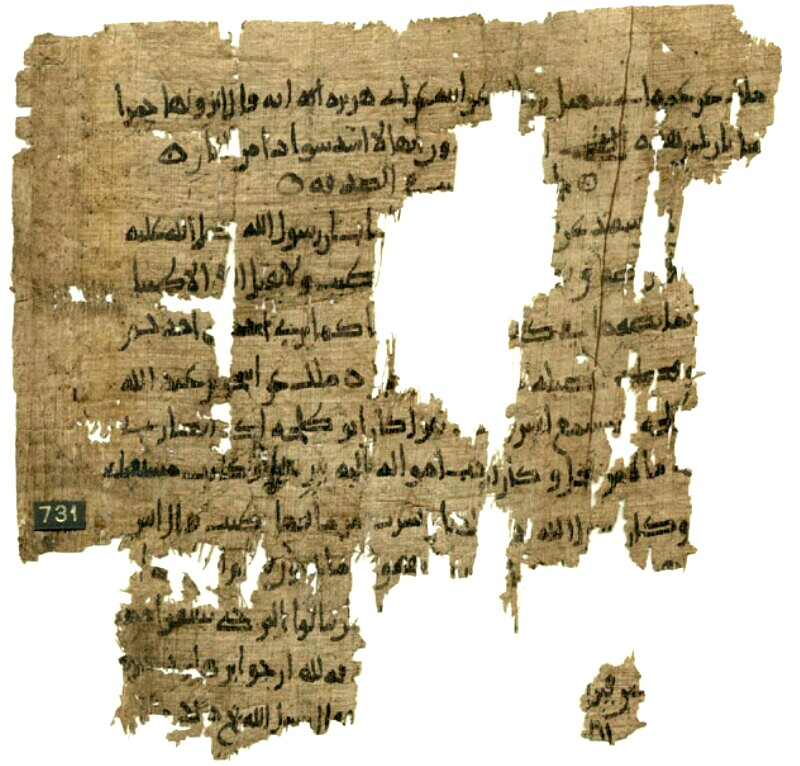
Det tidigaste manuskriptet av Māliks Muwaṭṭaʾ. Daterad till hans egen tid.

Hadith (arabiska: الحديث) är den nedtecknade islamiska berättelse och tradition som utgår ifrån den islamiske profeten Muhammeds sätt att leva som förebild samt hans handlingar och ord i olika situationer – det vill säga vad Muhammed sagt, gjort eller stillatigande accepterat att någon i hans närhet sagt och gjort. En annan beteckning som kan användas för hadith är khabar'. Enligt imamiterna kan hadith även referera till shiaimamernas uttalanden och handlingar, utöver att de söker vägledning från Koranen och profetens hadither.
Att dessa traditioner finns beror på att Koranen omöjligt kan täcka varje tänkbart händelseförlopp eller alla mänskliga handlingar för all framtid. Hadith är de nedskrivna delarna av den större traditionssamlingen sunnan, vilken bland annat innehåller allmänt kända men inte nedskrivna förbud och plikter i islam. Merparten av hadithsamlingarna nedtecknades först på 700- och 800-talen, långt efter Muhammeds död år 632.

## Upphov och betydelse
De hadith som nedtecknades på 700-talet av sekundär- eller tredjehands-källor, som fått informationen direkt av åhörare som var närvarande och iakttog Muhammeds (som avled 632) agerande, och då dessa skrivare även namnger primärkällan eller -källorna, betraktas som ytterst viktiga av såväl troende som av alla islamiska rättsskolor (madhab). Särskilt tillförlitlig anses en hadith vara om det inte finns någon skillnad mellan flera primärkällors, det vill säga närvarandes, upplevelse och tolkning av det som utspelade sig när Muhammed tog ställning till en viss fråga eller situation. Det finns liknande tidsglapp i flertalet religioner. För Nya testamentets böcker är tidsskillnaden liten, i många fall omkring 20 år, och författarna tillhörde enligt traditionen antingen kretsen av Jesu lärjungar eller umgicks med dem. Den buddhistiska kanon har växt fram århundradena efter Buddhas död, och en stor del av materialet är nedskrivet av munkar som gjort upptäckter när de tillämpat Buddhas anvisningar.
Traditionellt betraktas hadith som normerande och att erkända skolors uppgift är att utröna rättspraxis i takt med att samhället och civilisationen utvecklas. Hadith ses av de allra flesta troende muslimer som mycket viktiga verktyg för att förstå svårtolkade avsnitt i Koranen, och de hadith-framläggningar som görs vid ett fåtal mycket ansedda madhab är prejudicerande på samma sätt som när Högsta domstolen i Sverige uttalar sig i en lagtolkningsfråga som inte kunnat avgöras av tingsrätten eller hovrätten. I den muslimska världen ligger de mest respekterade madhab-instituten till grund för frågor som gäller islamisk rättspraxis. Idag görs inte så många nytolkningar av själva Koranen, utan källorna är de stora samlingar av hadith som sammanställdes i stora samlingar under 700- och 800-talet. Även dessa kan omtolkas till modern tid, men behöver inte göra det. Man refererar till dessa arbeten och domar i frågor som rör  islamiska lagen och muslimsk historia än idag. De två största grenarna av islam, shia och sunni, har olika uppsättningar av hadithsamlingar.

### Falska hadither
Att vissa hadither var förfalskningar kände man till redan från början. Det anses ha inletts efter oron över mordet på den tredje kalifen Usman ibn Affan. Hadithförfalskningarna var inte begränsade till enstaka fall utan var i stället igång i stor skala redan medan den första generationen muslimer i Medina ännu var i livet. En del av detta fenomen har associerats med det islamiska nationsbyggandet och uppkomsten och expansionen av administrativa och territoriella domäner, med nya ledaruppgifter som olika individer konkurrerade om. Framför allt blev det lätt att utmanövrera icke-arabiska folk som perser, egyptier, romare, syrier, libaneser med flera i det växande islamiska väldet. En annan orsak har varit en vilja att till varje pris bevara ummans enhet. Även om förfalskningen skedde med ett fromt syfte för att främja vad som ansågs vara en god sak, måste det ändå betraktas som en förfalskning utan trovärdighet oavsett hur gott syftet varit. Islam förgrenade sig trots detta i framför allt i sunni- och shiamuslimer, som skaffade sig varsin samling hadith. Shiamuslimer anser att det inte finns någon hadithbok som är 100% autentisk, och att alla hadither måste kontrolleras med hjälp av Koranen och de etablerade principerna i islam.

## Värdesättningen av en hadith
Alla hadither som har skrivits bedöms kontinuerligt vad gäller trovärdighet och värde. Det finns både sanna och falska hadither, fast en falsk hadith behöver inte slängas, eftersom det inte går att till 100% bevisa att den är falsk. Istället får den ett lågt värde av trovärdighet, dock är det läsarens sak att välja vilken hadith läsaren vill gå efter. Det enda man ursprungligen kunde göra för att få någorlunda ordning på haditherna var att kategorisera dem efter olika värden, så att de fick olika rang beträffande trovärdighet.
En hadith (eller khabar) kan handla om Muhammeds närmaste lärjungar, sahaba eller hans utvalda ättlingar, de enligt shiiterna "imamerna med profetiskt ljus". De flesta sunnitiska lärda accepterar starka hadither om Muhammed och hans följeslagare, medan de shiitiska lärda accepterar traditionen om honom och hans utvalda ättlingar, shiaimamerna. Vad man inte är överens om gällande berättelserna om Muhammed är vilka av berättelserna som är trovärdigt starka, svaga eller falska. 
Dessa traditioner hade stor relevans för den klassiska korantolkningen, då man sökte den ursprungliga betydelsen i en vers genom att utröna i vilket sammanhang den uppenbarats. En parallell kan som nämnts dras till den sekulära lagstiftningen där prejudikat och förarbeten kan användas som kontext åt en lag. Dvs. muslimska lärda använder sig av hadither för att förstå innebörden eller appliceringsreglerna för en muslimsk lag. 
En hadith består av två olika delar; isnad, som ska säkerställa att kedjan bakåt är rimlig, och matn, som är utsagan. Haditherna åberopas som normerande sed för att fastställa vad som är rätt bruk, sunna eller för att döma en handling som ond eller god i sharia (vanligen i form av en fatwa).

### Kategorier
När en lärd ska undersöka hur pass trovärdig en hadith är och placera den i en kategori (rangen för dess trovärdighet), finns det ett antal olika kategorier:
- Thabit - Trovärdig
- Mashhur – Känd (väl känd)
- Hasan - Bra

De nämnda tre är de högsta och så klart bästa kategorierna för en hadith att hamna i. Dessutom finns följande fyra:
- Mawsul eller Mutassil – sammankopplade (hadithen har inga luckor om man följer ledet med berättare)
- Maqtu eller munqati – avbrutna (i den här kategorin är det en lucka någonstans i mitten av hadithen)
- Mursal – även denna har en lucka fast här är luckan redan direkt i början. Därför får den mindre trovärdighet än de med lucka i mitten, för här saknas personen som hade direkt kontakt med profeten)
- Munkar – Ogillad (den sämsta möjliga kategorin en hadith kan få)

När en hadith kategoriseras börjar man med att kontrollera namnen på alla de personer som fört historien vidare och att de är födda i rätt ordning, så att det är rimligt att de kan ha träffats. Skulle alla namn inte vara med eller att något namn inte stämmer, så blir inte hadithen falsk för det. Det som händer är att det skapas en lucka, vilket kan påverka trovärdigheten på hadithen.
Skulle hela listan med namn vara komplett och namn, årtal, platser, etcetera överensstämmer betyder det inte att hadithen behöver vara sann. Då är nästa steg, om personerna är rimliga, att man undersöker om till exempel person C går att lita på. Skulle person C vara känd som en fantasifull person eller en skojare är det svårt att säga om det verkligen är så att person C träffade person B som har berättat historien för person C. Så fortsätter det tills man vågar bestämma vilket värde hadithen får.
Det kan vara en svår process att ge den en trovärdighetsrang. Det är kanske därför man inte vill förkasta de hadither som klassas som falska då de kan ha fel. Istället låter man läsaren göra valet vilken hadith läsaren väljer att följa.

## Hadithernas ursprung och samlingar
Kring år 750 kom hadithtraditionen att ta form som en gren inom den islamiska religiösa vetenskapen och under perioden mellan ca år 750–950 kom ett flertal samlingar av hadither att sammanställas. Det som gjordes var att de som lärde samlade in de historier kring Muhammeds leverne; ”vad han sagt, gjort eller stillatigande accepterat att någon i hans närhet sagt och gjort” (grundprincipen för vad som anses vara sunna), som fanns under den tiden. Dessa delades sedan av de lärde in i två kategorier; de historier som berättats av tillräckligt många och trovärdiga personer kom att kallas tawatur och de som ansågs vara troliga om än inte nödvändigt sanna, ahad. Vad som är tillräckligt många och trovärdiga personer finns det enligt islamologen Knut S. Vikør ingen konsensus kring.

### Sunnitiska samlingar

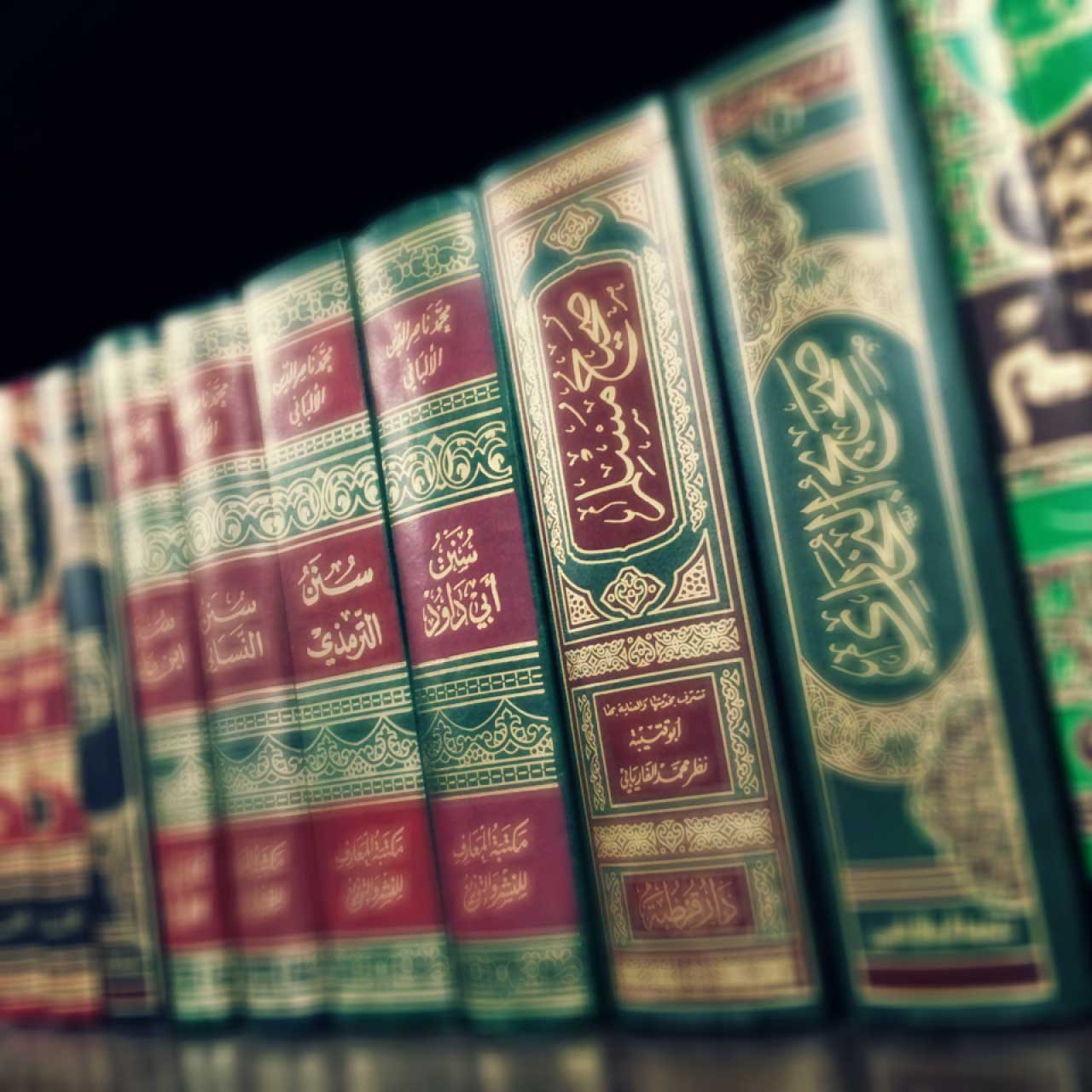
Kutub al-Sitta (De sex böckerna).

Resultatet blev som tidigare nämnt ett antal hadithsamlingar av varierande storlek. Sex av dessa ses allmänt som kanoniska samlingar och av dessa är Sahih al-Bukhari av Imam Bukhari (d. 870) och Sahih Muslim av Muslim Ibn al-Hajjaj (d. 875) de två mest aktade. Dessa två samlingar bär tillsammans titeln Jami al-sahih, ”samlingen av sunda hadither”, samt en del liknande titlar enligt Vikør. De två följande är Sunan Abu Dawud av Abu Dawud (d. 888) Sunan al-Tirmidhi av al-Tirmidhi (d. 892), som anses vara sanna men som inte har samma auktoritet som Bukhari och Muslim. Den femte samlingen i ordningen anses vara Sunan al-Sughra av al-Nasa'i (d. 915). Positionen som den sjätte kanoniska samlingen råder det inte konsensus om utan det diskuteras om det ska vara Sunan Ibn Maja av Ibn Maja (d. 886) eller Sunan al-Darimi av Abd Allah al-Darimi (d. 869) som ska ha äran.

## Motsägelser
Det finns enligt forskare (bland dem Knut S. Vikør) motsägelser mellan en koranvers och en annan, samt mellan Koranen och sunnan, dvs. hadithtexterna eller de praktiserade och muntliga traditionerna. När en koranvers motsäger en annan koranvers är det den senast uppenbarade versen som gäller. På detta sätt, grovt förenklat här, har man inom islamisk rätt löst motsägelser i Koranen.
Frågan om hur man ska hantera motsägelser mellan hadither, i alla fall de berättelser som anses starkt trovärdiga, och koranverser är svårare. De flesta skolorna är överens om att en hadith aldrig kan ersätta koranversen, utan endast användas som underlag för att förstå koranversen bättre. Det är oftast så att de berättelser som tydligt motsäger Koranen har redan för länge sedan förkastats eller stämplats som mycket svaga i trovärdighet. Dock så vet vi att inom islamisk rätt säger man sig endast ha graderat trovärdigheten på haditherna utifrån objektiva metoder som granskat äktheten genom att söka hadithens ursprung (isnad).